# Rahumäe (przystanek kolejowy)
Rahumäe (est.: Rahumäe raudteepeatus) – przystanek kolejowy w Tallinnie, w prowincji Harjumaa, w Estonii, w dzielnicy Rahumäe. Znajduje się na szerokotorowej linii Tallinn – Keila 6,8 km od dworca kolejowego w Tallinnie. Obsługiwany jest przez pociągi elektryczne Eesti Liinirongid.

## Linie kolejowe
- Tallinn – Keila